# Andrés Héctor Carvallo
Andrés Héctor Carvallo Acosta (Asunción, 8 de noviembre de 1862-16 de agosto de 1934) fue un político paraguayo, 15.º presidente de la República de Paraguay (1902) supliendo en el cargo al entonces presidente Emilio Aceval, quien fue depuesto por un golpe de Estado, así como uno de los fundadores del Partido Colorado.

## Biografía

### Primeros años
Hijo de Magdalena y del chileno Emeterio Carvallo, Andrés Héctor Carvallo nació en la ciudad de Asunción el 18 de noviembre de 1862. La familia tenía su casa ubicada sobre la actual avenida Artigas y vía férrea. En 1870 Carvallo era alumno de la escuela primaria de su ciudad natal y realizó sus estudios secundarios en el colegio de las alturias.

### Trayectoria política
Con 27, Carvallo llegó a ser concejal y, luego, senador. En su labor parlamentaria se destacó como un elocuente orador. Tuvo una importante participa Republicana (Partido libre), en cuyas reuniones constitutivas le tocó una protagónica actuación. Miembro del sector "caballerista" de la ANR, fue elegido vicepresidente en el octavo período constitucional, de 1898 a 1902, durante el gobierno del presidente Emilio Aceval. Se trató de una candidatura de compromiso, puesto que Aceval pertenecía al sector "eusquicista". 
Las divisiones internas del gobernante Partido Colorado, profundizadas en el año 1800, llevaron a una creciente oposición del sector "caballerista", que controlaba la dirigencia partidaria y el Congreso, en contra del "egusquicismo", que controlaba el gobierno y el ejército. Un quiebre entre el presidente Aceval, y algunos sectores civiles y militares que lo apoyaban, de cara a las elecciones presidenciales de 1902, sirvió de base a una sublevación cuartelera que apresó al presidente y lo obligó a renunciar el 9 de enero de 1902. Ese mismo día fue convocado el Congreso Nacional, produciéndose una incidentada sesión que llegó a un tiroteo en la sala de sesiones, en donde resultaron heridos varios de los presentes y terminó con la muerte del senador Facundo Ynsfrán, importante dirigente "caballerista" y candidato presidencial para las elecciones de ese año. Reanudada la sesión, fue aceptada la renuncia de Aceval y se procedió a la jura del vicepresidente Carvallo como nuevo presidente de la República.   

#### Su gobierno
Construcción Pública; el coronel Juan Antonio Escurra, en Guerra y Marina; y Manuel Domínguez, en Relaciones Exteriores. Irala fue luego sustituido por el diputado Cayetano Carreras, mientras que Escurra lo fue por el coronel Antonio Cáceres.
Durante el período de su administración, entre otras obras de gobierno, se llevó adelante la fijación del ejido de las localidades de San Bernardino, Bella Vista, Villa Ygatimí, Paso de Patria, Yegros, Iturbe y Escobar. Se agilizaron varios préstamos para pequeños agricultores para la cosecha de algodón y se terminó el censo ganadero con un total de tres millones de cabezas de ganado vacuno, equino y caballar. Se realizó también el censo de alumnos en las escuelas primarias, que dio como resultado un total de 25.247 alumnos y se estableció el descanso dominical y la institución de los días feriados oficiales. En materia laboral, se instituyó el descanso dominical obligatorio. Asimismo, se instalaron las primeras legaciones permanentes del Paraguay ante las Repúblicas del Pacífico (Chile, Bolivia y Perú) y América del Norte (Estados Unidos y México), para cuyas titularidades se designó a figuras de la oposición. En el ámbito político, se consiguió dominar la influencia del sector colorado de los egusquicistas, llegando a dominar nuevamente en el escenario político el bando partidario opuesto, de los caballeristas. 
En agosto de 1902 se autorizó la emisión de 300.000 pesos en monedas de níquel, conocidas como níquel león. El día 24 de ese mes y año falleció el expresidente general Juan Bautista Egusquiza. Carvallo visitó personalmente todas las escuelas de la capital. Y en compañía del Ministro de Instrucción Pública, José Irala, llegó hasta numerosas localidades del interior.  
El 25 de noviembre de 1902, Carvallo entregó el poder en manos del coronel Juan Antonio Escurra. En Asunción, Carvallo fue recibido con honores y realizó un breve discurso que decía "Señor Presidente: en este momento cumplo el deber de transmitiros, el mando supremo de la república, al que habéis sido elevado por el voto unánime de la nación", a lo que Escurra contestó "Pienso amoldar mis actos a la Constitución y a las leyes, siguiendo vuestro ejemplo. En nombre de la patria, a mi vez os agradezco los servicios que le habéis prestado". 
Retirado de la vida pública luego de la Revolución de 1904, que llevó al poder al Partido Liberal, Carvallo residió por algún tiempo en Buenos Aires. En aquella ciudad, durante un breve retorno del Partido Colorado al gobierno, fue designado cónsul general del Paraguay entre el 9 y el 25 de marzo de 1912. Fue su última participación dentro de la función pública. En la siguiente década, el expresidente tuvo una última aparición política con una candidatura testimonial al Senado, en la lista del Partido Colorado, para las elecciones parlamentarias de 1927.   
Carvallo falleció años más tarde en Asunción, ya a una avanzada edad, el 16 de agosto de 1934, en plena Guerra del Chaco.
- Datos: Q861590
- Multimedia: Andrés Héctor Carvallo / Q861590